# Lénárd Róbert (grafikus)
Lénárd Róbert (született Robert Jakob Levy, 1909-ig Lévy Róbert; Krefeld, 1879. április 30. – Budapest, 1936. szeptember 22.), Lévy-Lénard Róbert: magyar grafikus, rézkarcoló, gyárigazgató.

## Életpályája
Apja Carl Levy németországi zsidó árpakereskedő és malátagyáros, anyja Ida Johanna Weller. A család 5 éves korában költözött Budapestre, 1909-ben változtatták Lénárdra nevüket. Bátyja Lénárd Jenő orientalista, unokaöccse Lénárd Sándor orvos, író, műfordító, klasszika-filológus. 
Vajda Zsigmond esti akt-tanfolyamán, majd 1903-ban Szablya-Frischauf Ferenc budapesti magániskolájában végezte művészi tanulmányait. A grafikai technikákat Frankfurtban és Londonban sajátította el. 
A KÉVE (Magyar Képzőművészek és Iparművészek Egyesülete) és a Magyar Grafikusok Egyesülete alapító tagja; 1908-tól a KÉVE rendes kiállítója, az 1920-as években ügyvezetőségi tagja, 1930-ban a gazdasági igazgatótanács testületébe választották.
Tehetős embernek számított, sokat utazott Európában, grafikusi életművét műkedvelőként hozta létre. Foglalkozását tekintve 1921-32-ben a Ganz és Társa Danubius Gép-, Vagon és Hajógyár Rt. cégvezetője (gyárigazgatója), kereskedelmi tanácsos. 

## Magánélete
Házastársa Oppenheim Mária volt. Fia Lénárd Károly Pál (1914–?).

## Munkássága
A rajzvázlatok nyomán kitűnő technikájú, részletgazdag, valósághű rézkarcokat alkotott. Ízelítő a korabeli beszámolókból: "Lénárd Róbert rézkarcai fölényes könnyedséggel kezelt technikát és sok poétikus meglátást mutatnak." "Lénárd Róbert kisformájú felületeken finoman kuszálódó vonalaival mély távlatot tud adni. Karcait szeretetteljes elmélyedés, poétikus hangulat, derült intim megértés jellemzi."

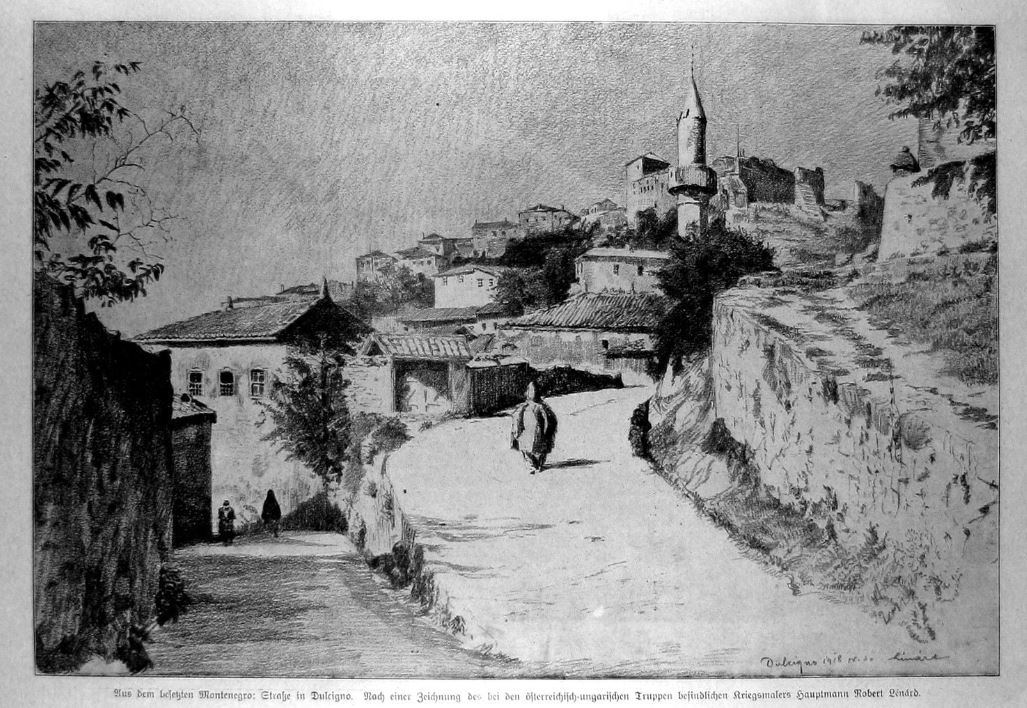
Lénárd Róbert háborús festő 1918-ban készítette ezt a rajzot Dulcigno (ma Ulcinj, Montenegró) faluról.

Vázlatok Spanyolországról címmel cikket és számos rajzot közölt a Vasárnapi Újság 1912-es évfolyamában. 1913-ban ugyanott Angolországi képek gyanánt féltucat rajza látható. 1913-ban a KÉVE negyedik kiállításán 16 művével szerepelt (zömmel spanyol tematikájúak), a rajzokon és rézkarcokon túl temperával festett gobelintervek is láthatóak voltak.
1914-ben Lipcsében nemzetközi kiállítás ezüstérmét nyerte el.  
1914-ben katonai szolgálatra rendelték, 1916-tól századosi rangban a sajtóhadiszállásnál szolgált, a frontszakaszokat látogatva számos rézkarcot és rajzot, életképet készített. Ezekből 1918-ban egy 15 darabos válogatást nagyalakú, exkluzív albumban (51x37 cm) a KÉVE adott ki, Dolomitok címmel.
1923. március.-április a Nemzeti Szalonban gyűjteményes kiállítása volt.
Több munkáját a Magyar Nemzeti Galéria grafikai gyűjteménye őrzi.